# Katedrála svatého Jiří (Limburg an der Lahn)

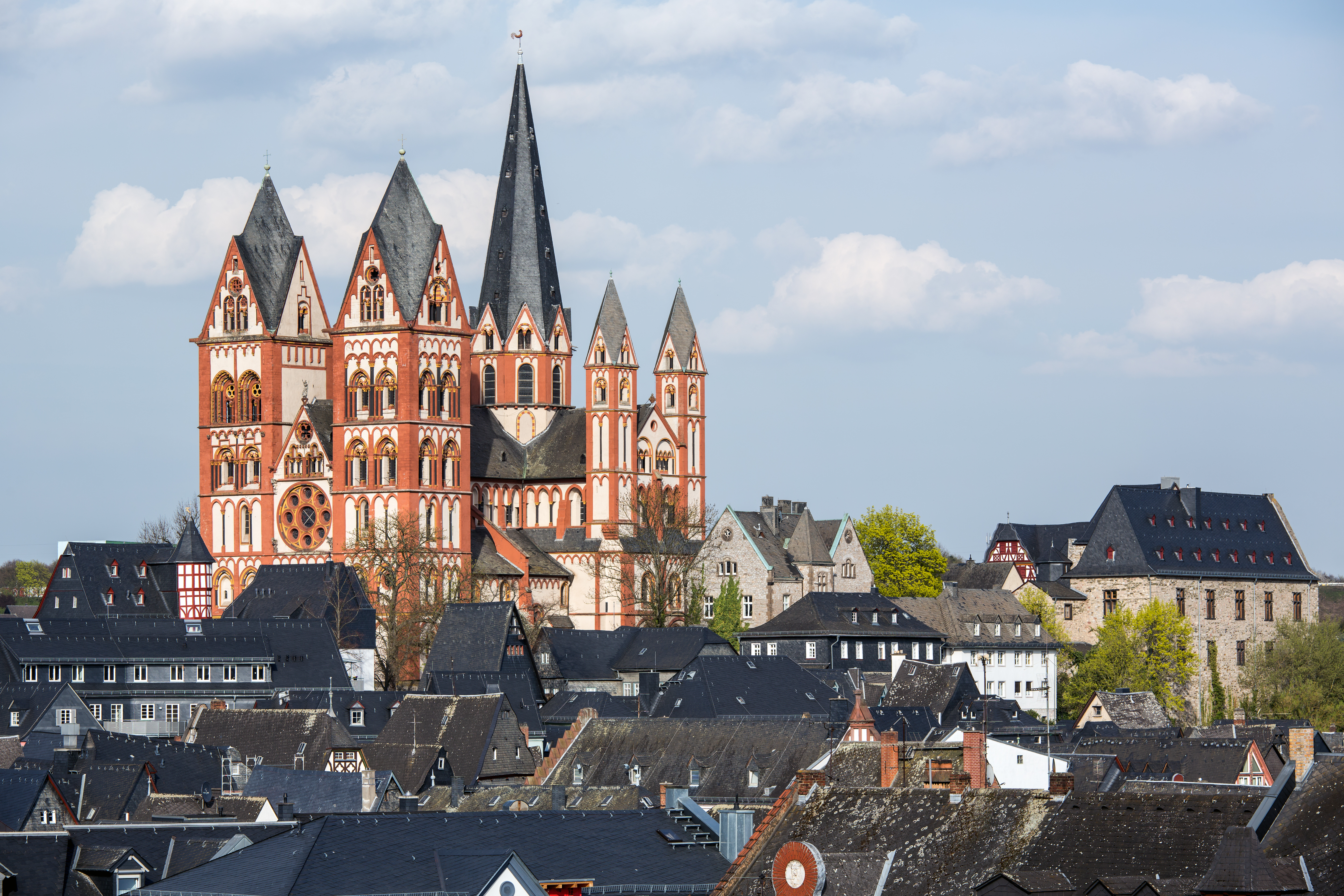
Limburská katedrála a staré město na jaře 2014

Katedrála svatého Jiří v Limburgu, známá také jako Limburský dóm (německy Limburger Dom) se vypíná na vápencové skále nad řekou Lahn a starým městem Limburg v Hesensku v Německu. Katedrála je typickým představitelem tzv. „rýnského přechodného stylu“, který v sobě kombinuje prvky jak románského, tak i raně gotického slohu. Je to dáno tím, že současná podoba katedrály vznikla ve 12. století raně gotickou přestavbou původní románské baziliky. Od roku 1827 je katedrála sídelním kostelem biskupa Limburské diecéze. Kostel, zasvěcený patronovi Svatému Jiří, má sedm věží což je více, než kterýkoli jiný kostel v Německu.

## Historie
Není přesně známo, kdy byl na Limburské skále nad řekou Lahn postaven první kostel. Podle zmínky v Nekrologu baziliky svatého Kastora v Koblenci vysvětil arcibiskup Trevírské diecéze Hetti (814–847) kostel svatého Jiří v „Lympurgensis“. Náhodné archeologické nálezy z Karolínské doby pod současnou katedrálou potvrzují existenci církevní stavby z 9. století v prostoru dnešní kaple. Neexistují však žádné skutečné pozůstatky této stavby, ani žádné údaje o její přesné poloze nebo o jejím patronovi. Od doby, kdy byl výše zmíněný záznam o jejím zasvěcení poprvé zapsán v 16. století, je jeho přesnost v odborné literatuře předmětem sporů.

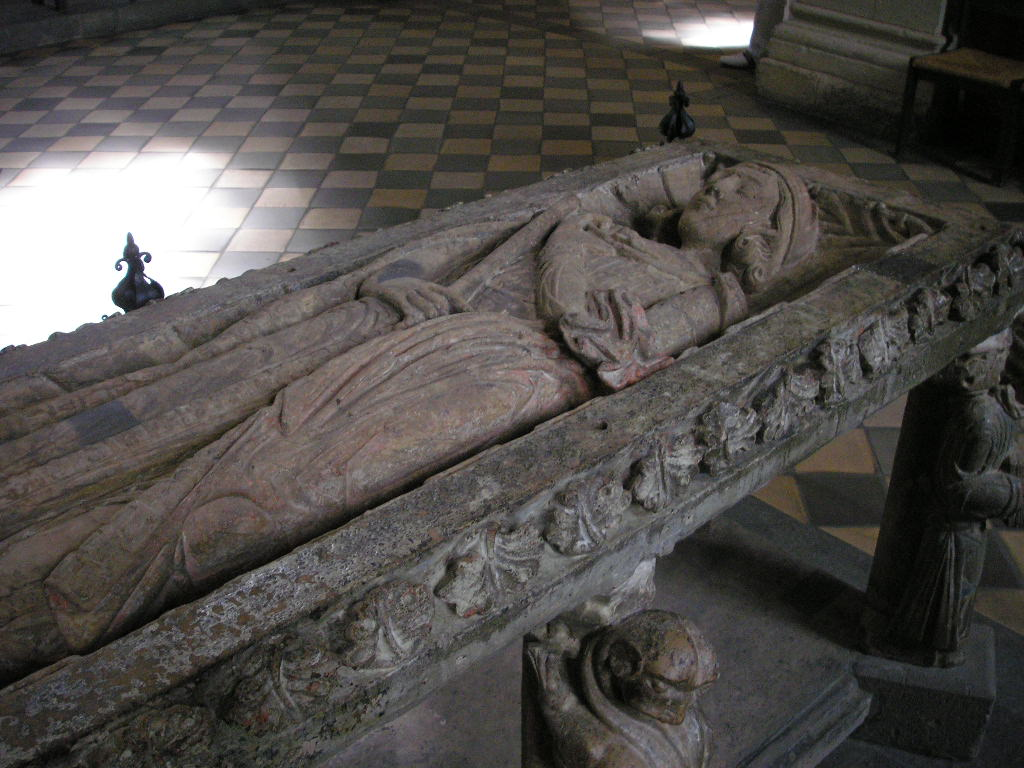
Náhrobek Konráda Kurzbolda, nyní v severním transeptu

Dne 10. února 910 vydal král Ludvík Dítě listinu o založení stiftu kanovníků („nadačního kláštera“), kterou prosadil gaugraf Konrád Kurzbold (~ 885–948). Se stavbou kolegiátního kostela se pravděpodobně začalo ihned. O volbě svatého Jiří jako patrona se zmiňuje císař Ota I. v listině z roku 940. V té době byl již první kostel velmi pravděpodobně dokončen.
V 11. století byl tento první kostel nahrazen raně románskou bazilikou. Olověný relikviář z 11. století, nalezený v roce 1776 v hlavním oltáři v podobě schematického modelu kostela, zmiňuje hraběte Heinricha jako zakladatele a stavitele nového „templum“, tedy zřejmě nové baziliky.
Kolem roku 1180 byla zahájena rozsáhlá přestavba, která dala katedrále její dnešní podobu. V západní části stavby jsou u chrámových lodí, transeptu a stěn až do úrovně horní galerie patrné pozůstatky raně románské baziliky. Gotická modernizace byla zahájena od západu a pokračovala směrem na východ. Většina oken včetně západního portálu byly zvětšeny v gotickém stylu, klenby lodí však zůstaly ve stylu románském. Pod arkádami kolem chóru jsou patrné relikty románského zdiva. Vnější stěny chórového ochozu (ambulatoria) jsou původně gotické, stejně jako jeho klenby. Mnohé detaily uvnitř kostela naznačují, že stavitelé si vzali příklad z katedrály v Laonu, jejíž stavba byla zahájena jedno, nebo dvě desetiletí před gotickou přestavbou katedrály v Limburgu.
V roce 1802, během období sekularizace, byla samostatnost limburského stiftu ukončena (stejně jako mnoha dalších opatství) a byl předán knížatům z rodu Nassau-Usingen. K tomuto záboru došlo v rámci německé mediatizace, při níž rod Nassau získal tento stift jako náhradu za ztrátu hrabství Saarbrücken na levém břehu Rýna. Po proběhlé sekularizaci byla katedrála využívána jako farní kostel. V roce 1827 byla na žádost vévodství Nassau založena samostatná Diecéze limburská. Tato diecéze zahrnovala území vévodství a svobodného města Frankfurt nad Mohanem, přičemž sídlo biskupa bylo v bývalém kolegiátním kostele svatého Jiří, který byl tímto povýšen na katedrálu.
Prvním limburským biskupem se stal Jakob Brand (1827–1833). Diecéze má v současnosti asi 700 000 katolíků a patří k mladším německým diecézím. Dne 2. února 2007 přijal papež Benedikt XVI. rezignaci bývalého biskupa Franze Kamphause z důvodu jeho vysokého věku. Novým biskupem byl 28. listopadu 2007 jmenován Franz-Peter Tebartz-van Elst, který se úřadu ujal 20. ledna 2008. Jeho funkce byla pozastavena 23. října 2013, od té doby je správcem diecéze generální vikář Wolfgang Rösch.

## Architektura

### Exteriér
Z architektonického hlediska je kostel trojlodní bazilika o délce 54,5 m a šířce 35,4 m s komplikovanou konstrukcí, kombinující pozdně románské a raně gotické prvky.
Západní část tvoří monumentální průčelí (tzv. „westwerk) se dvěma věžemi, vysokými 37 m. Toto průčelí je stylově typické pro oblast Porýní, například u kostelů v Xantenu, Andernachu a Koblenzi. Stavba pokračuje chrámovou předsíní (narthexem) a dále křížením lodí nad kterým je umístěna nejvyšší věž, tyčící se do výšky 66 m (původně byla ještě o 6,5 m vyšší, snížena po úderu blesku v roce 1774). Ve východní je pak umístěn půlkruhový chór s ambulatoriem. Nárožní věže na jižním transeptu byly postaveny v roce 1863. Celkem má kostel věží sedm, toto číslo symbolicky odkazuje na počet svátostí.
Západní průčelí je rozděleno do pěti úrovní. Nejvýraznějším prvkem je velké kruhové okno obklopené osmi malými, které tvoří střed západního průčelí. Rozety symbolizují čtyři evangelisty. Navzdory symetrii dvou věží je zde bohatá variabilita stavebních prvků, např. kruhové a lomené oblouky, lizény, malé pilíře, archivolty, okna a slepé oblouky. V horním patře severní věže se objevují gotické prvky (např. okenní trakty).
Při restaurování v letech 1872–1873 byla odstraněna polychromovaná („barevná“) vnější výmalba katedrály a kámen byl ponechán holý. V letech 1968–1972 byl polychromovaný exteriér obnoven, přičemž pro rekonstrukci staré výmalby byly použity zbytky barevných vzorů z období před rokem 1872 (bílá, červená, žlutohnědá, černá, zelená).

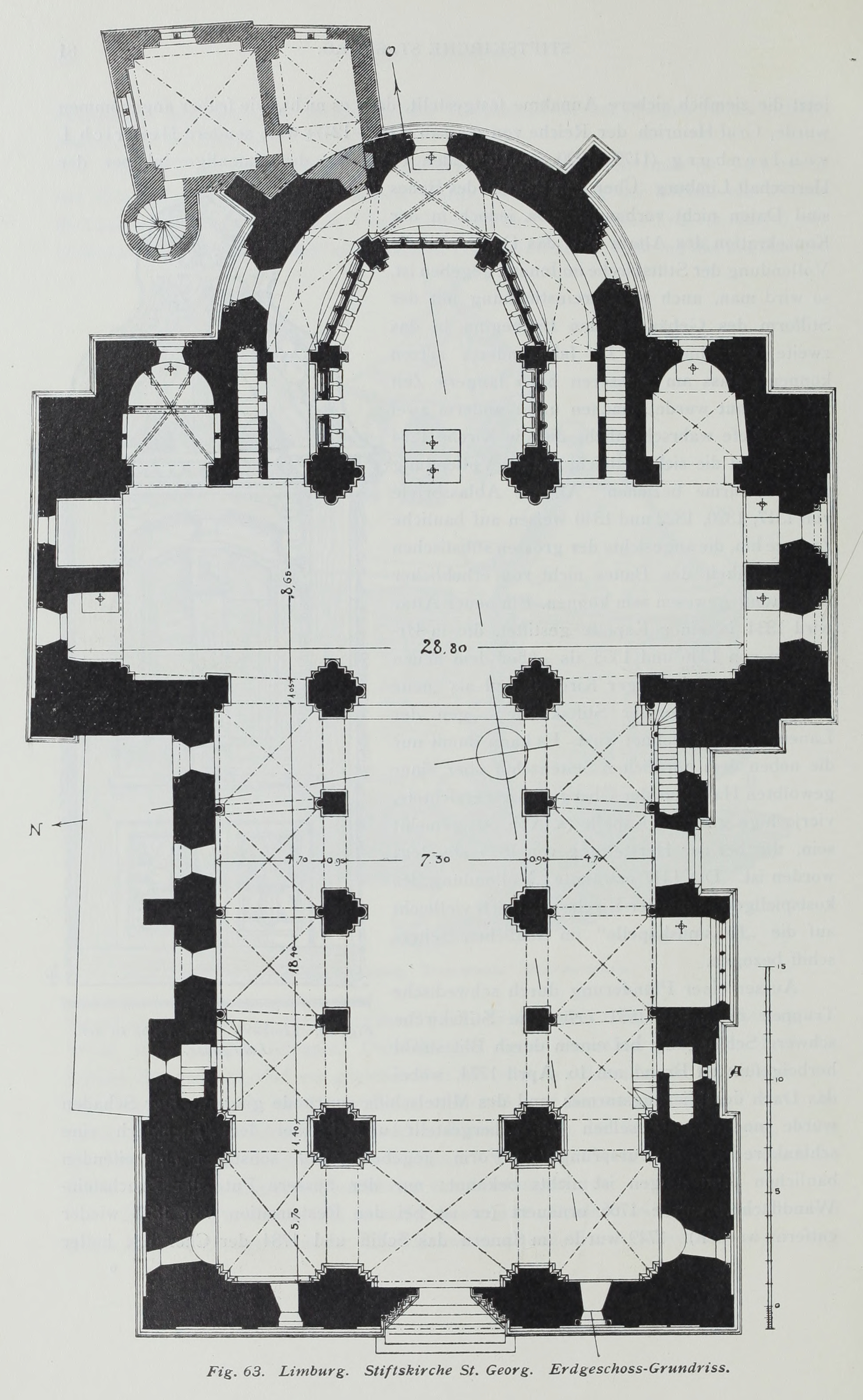
Půdorys katedrály
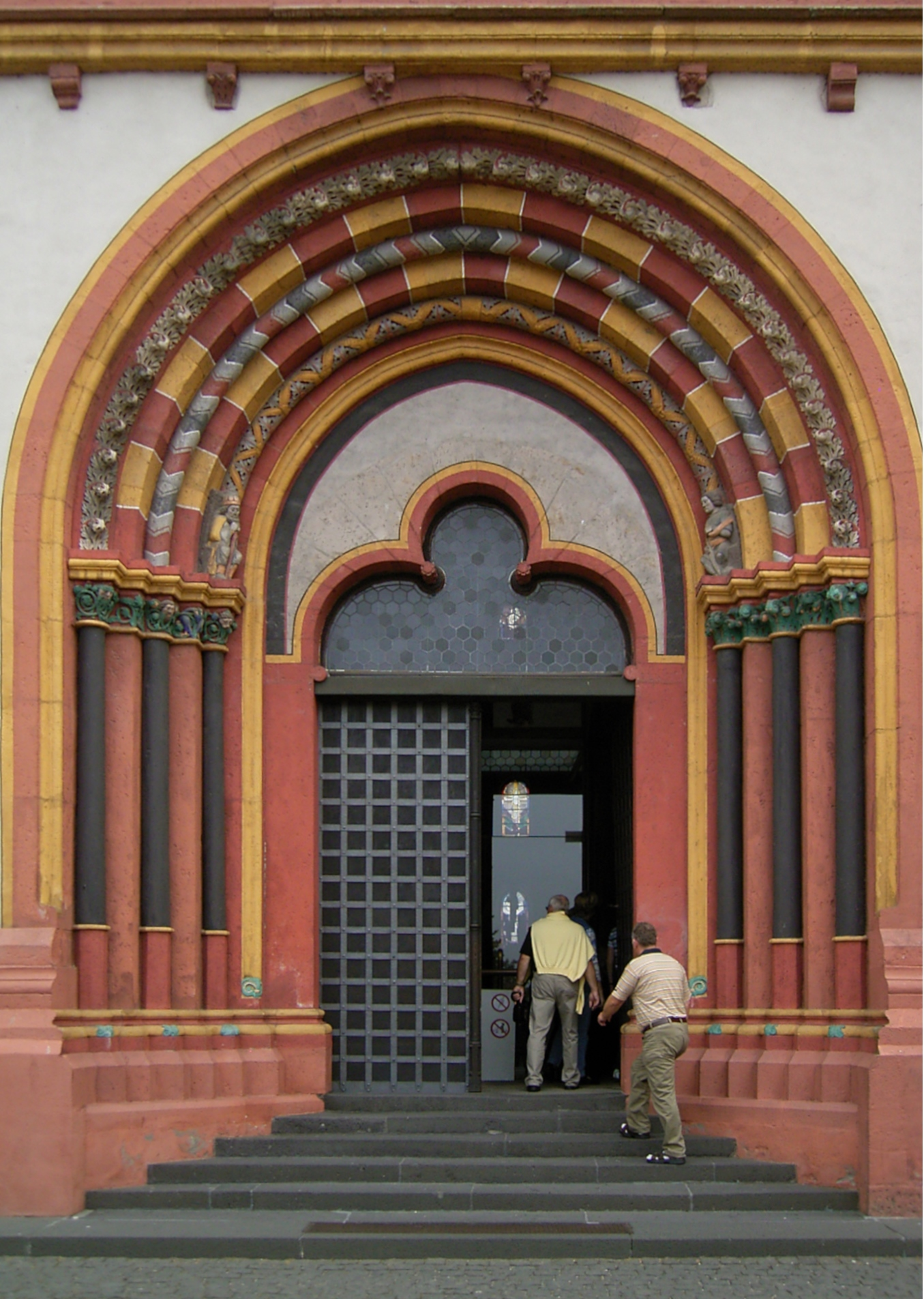
Hlavní portál se čtyřlístkovým dveřním otvorem a třístupňovým lomeným obloukem
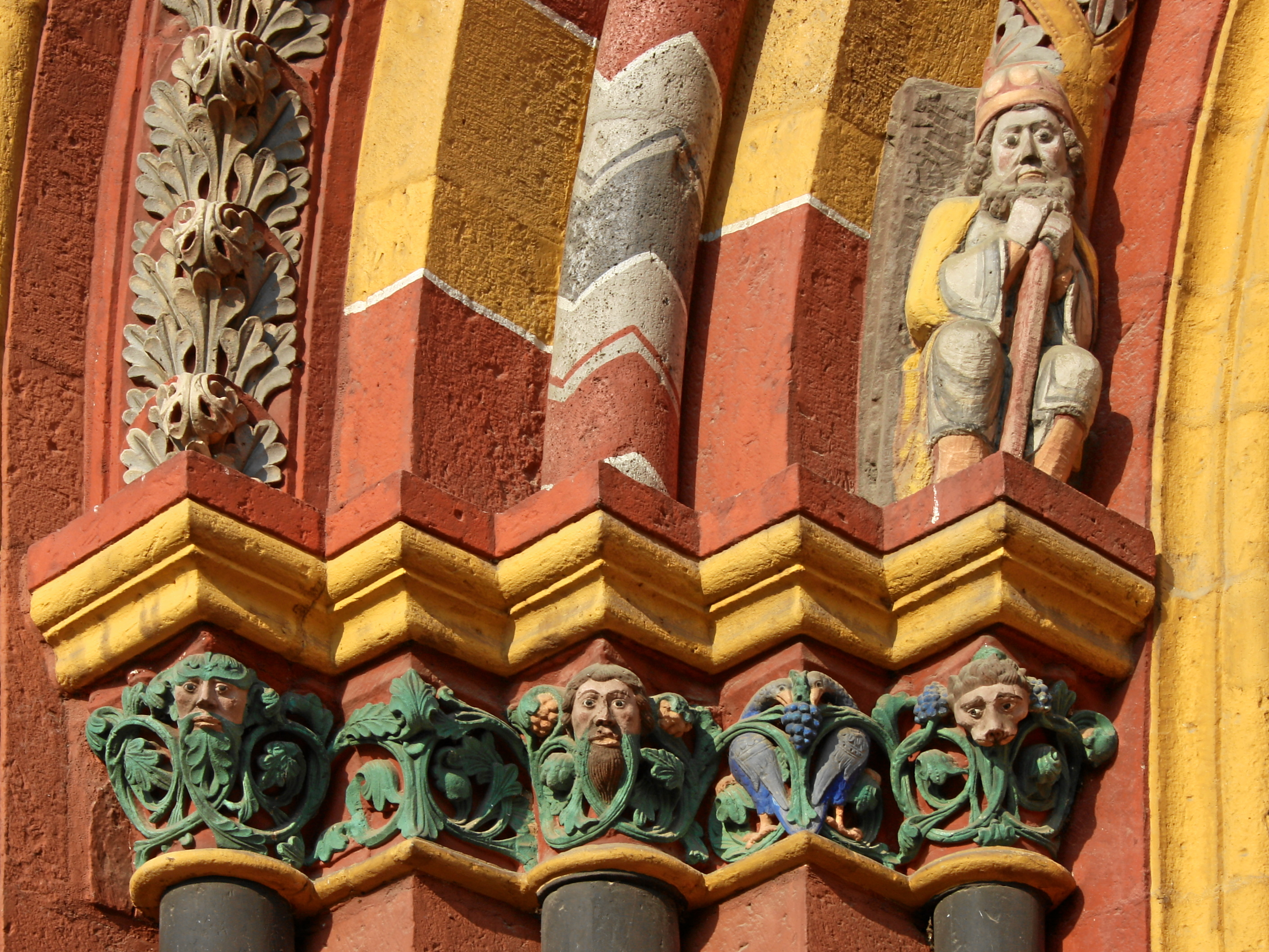
Sedící postava vlevo od hlavních dveří je patron svatý Mikuláš
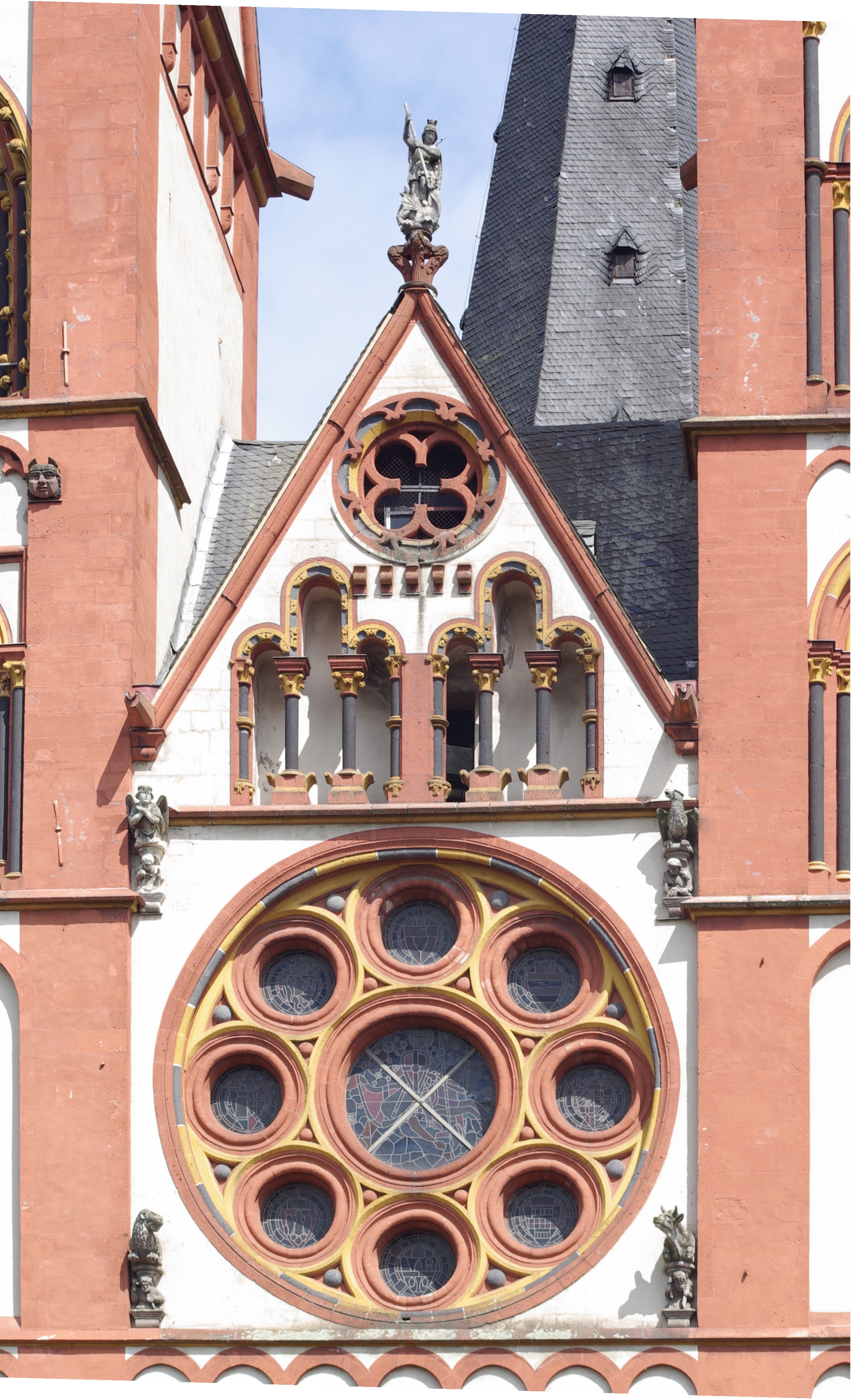
Rozetové okno v západním průčelí s raně gotickou kruhovou kružbou
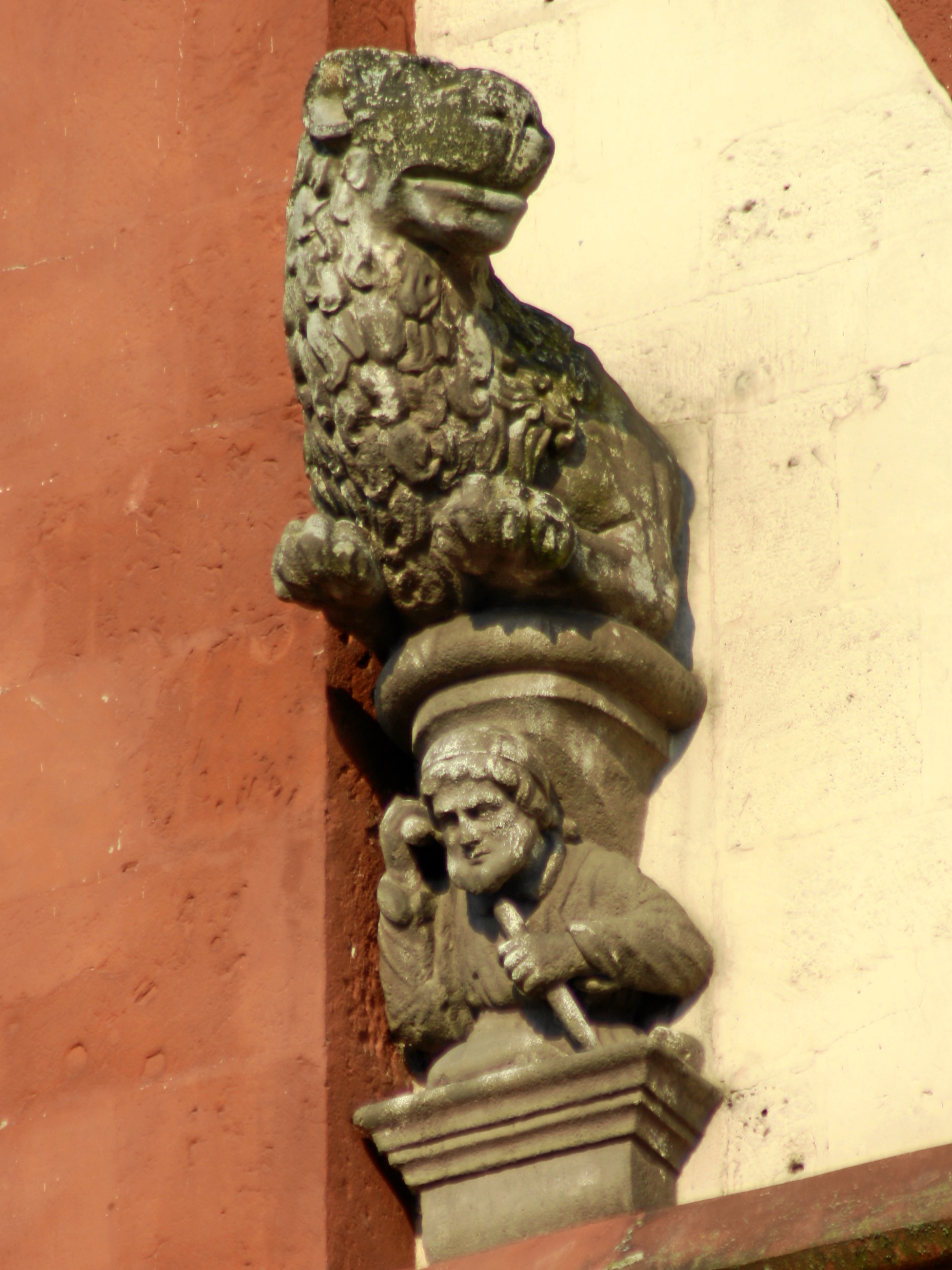
Busta evangelisty Marka s jeho symbolem lva na západní straně kostela
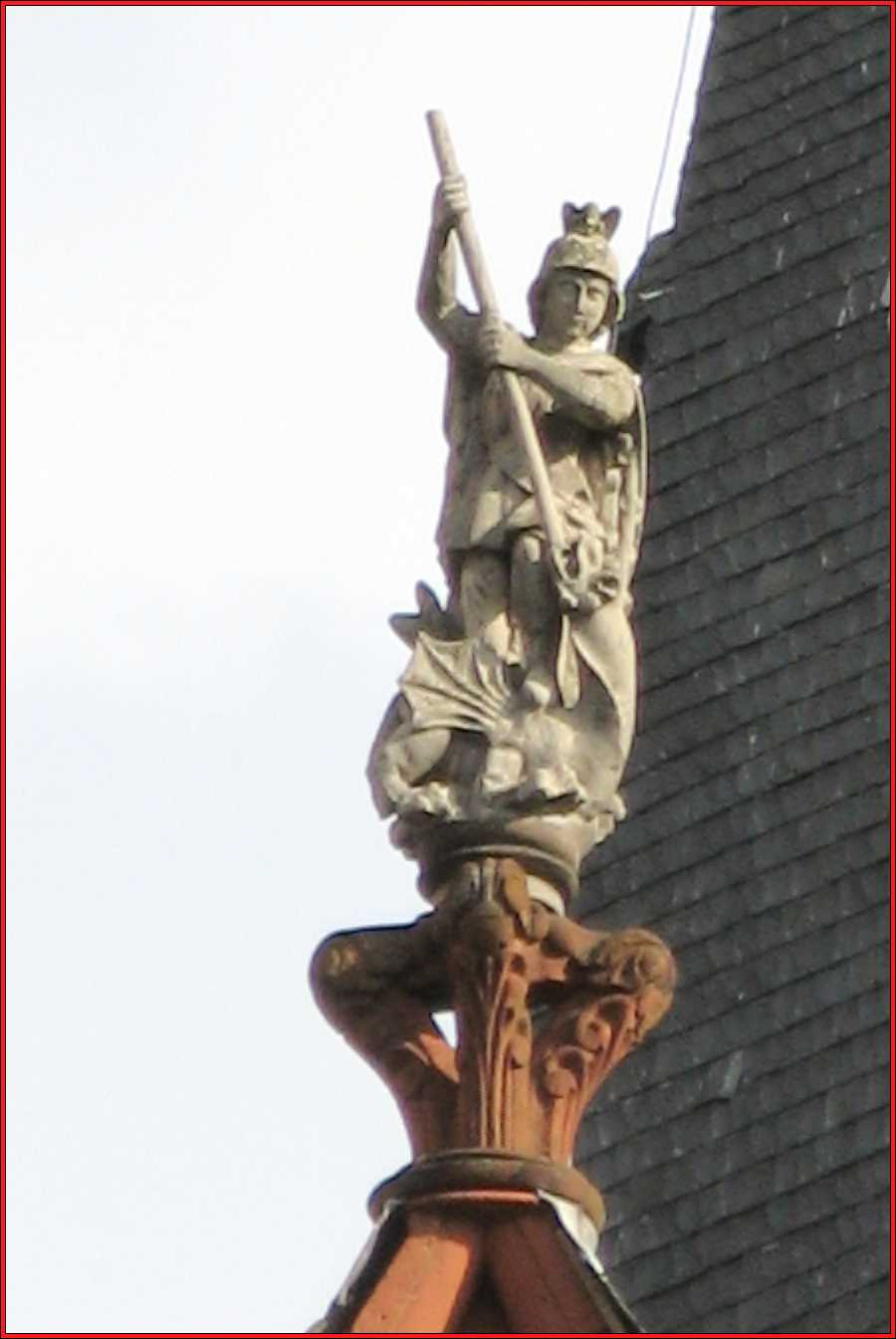
Svatý Jiří nad vchodem do katedrály, západní průčelí
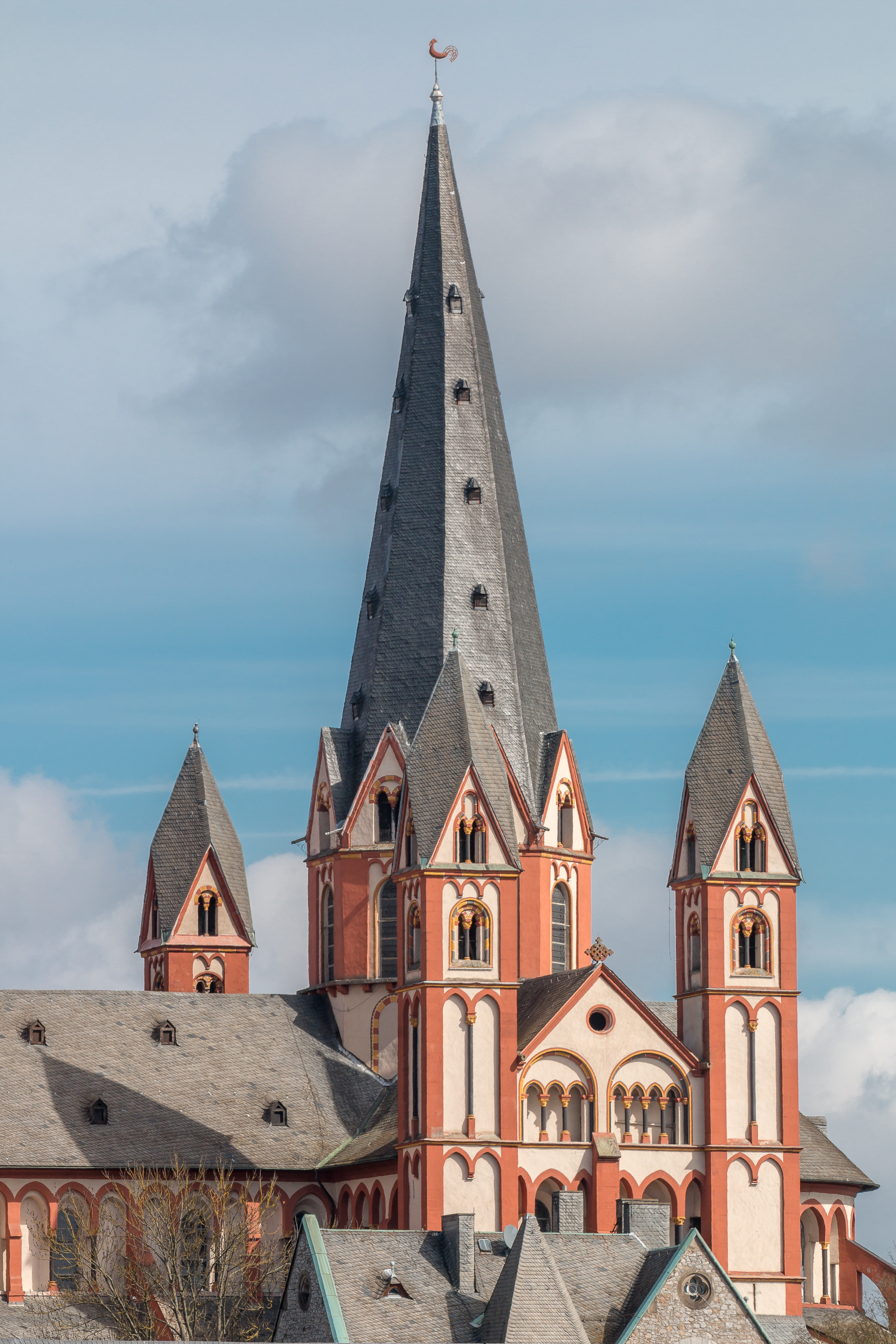
Hlavní věž nad křížením a věže příčných lodí
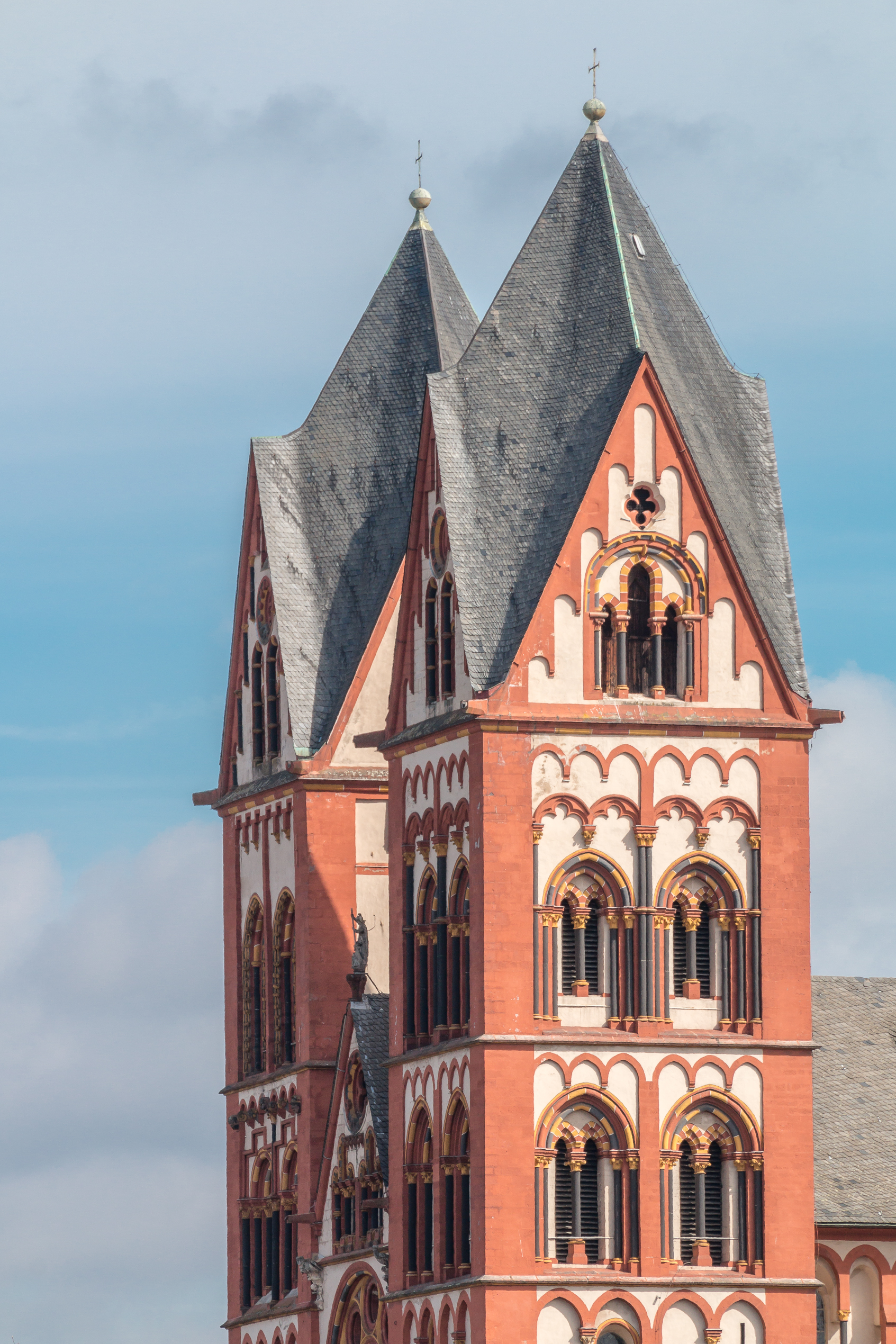
Věže západního průčelí

### Interiér
Interiéru katedrály (lodi a chóru) dominují zcela nezdobené přípory, které sahají až ke stropu. Další část systému přípor je ukryta v galeriích bočních lodí. Poměrně prostý a světlý interiér se vyznačuje úzkou, vysokou centrální lodí. Ta je rozdělena do čtyř úrovní s arkádami, galeriemi, triforiemi a bazilikálními okny.

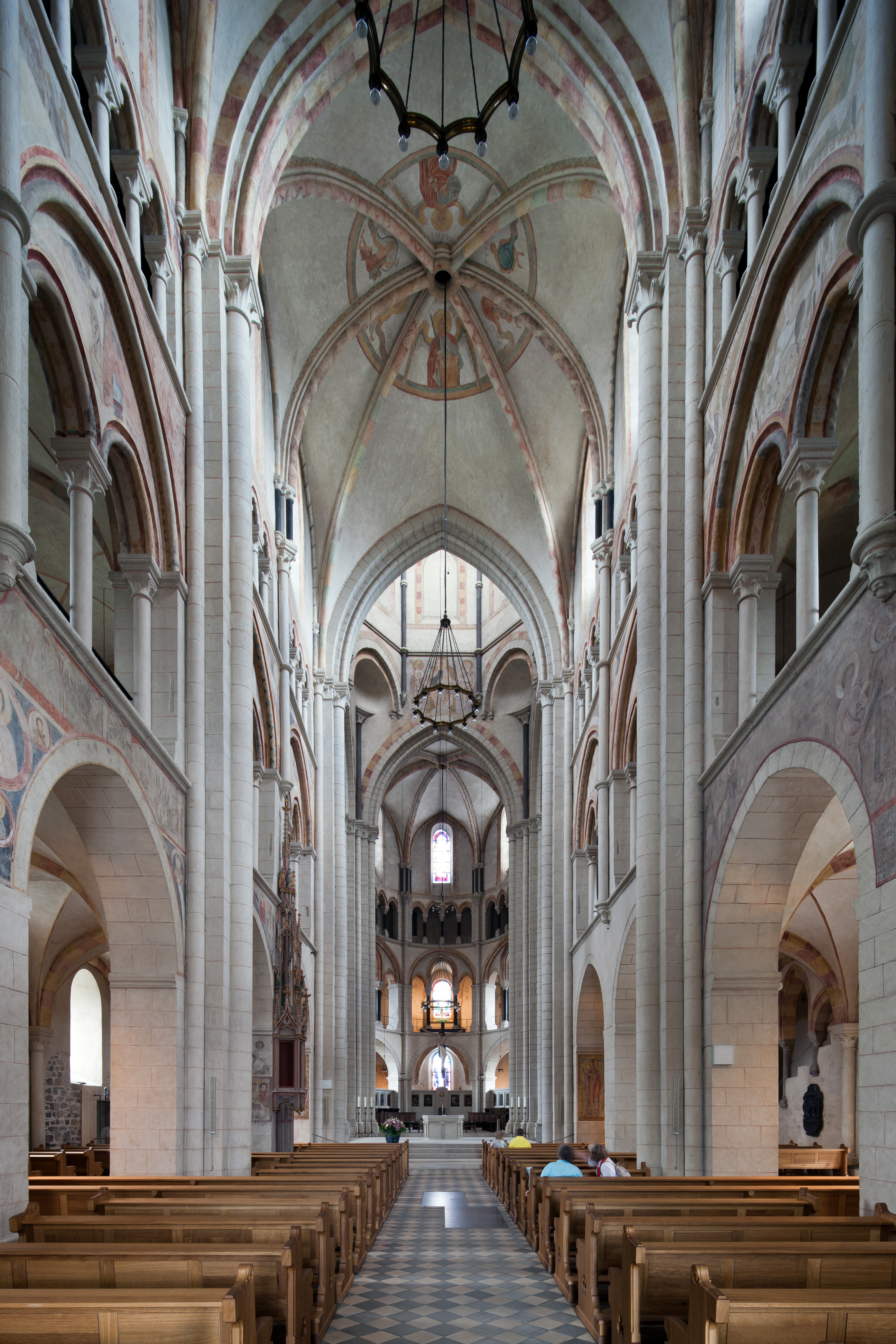
Chrámová loď, pohled směrem k východu
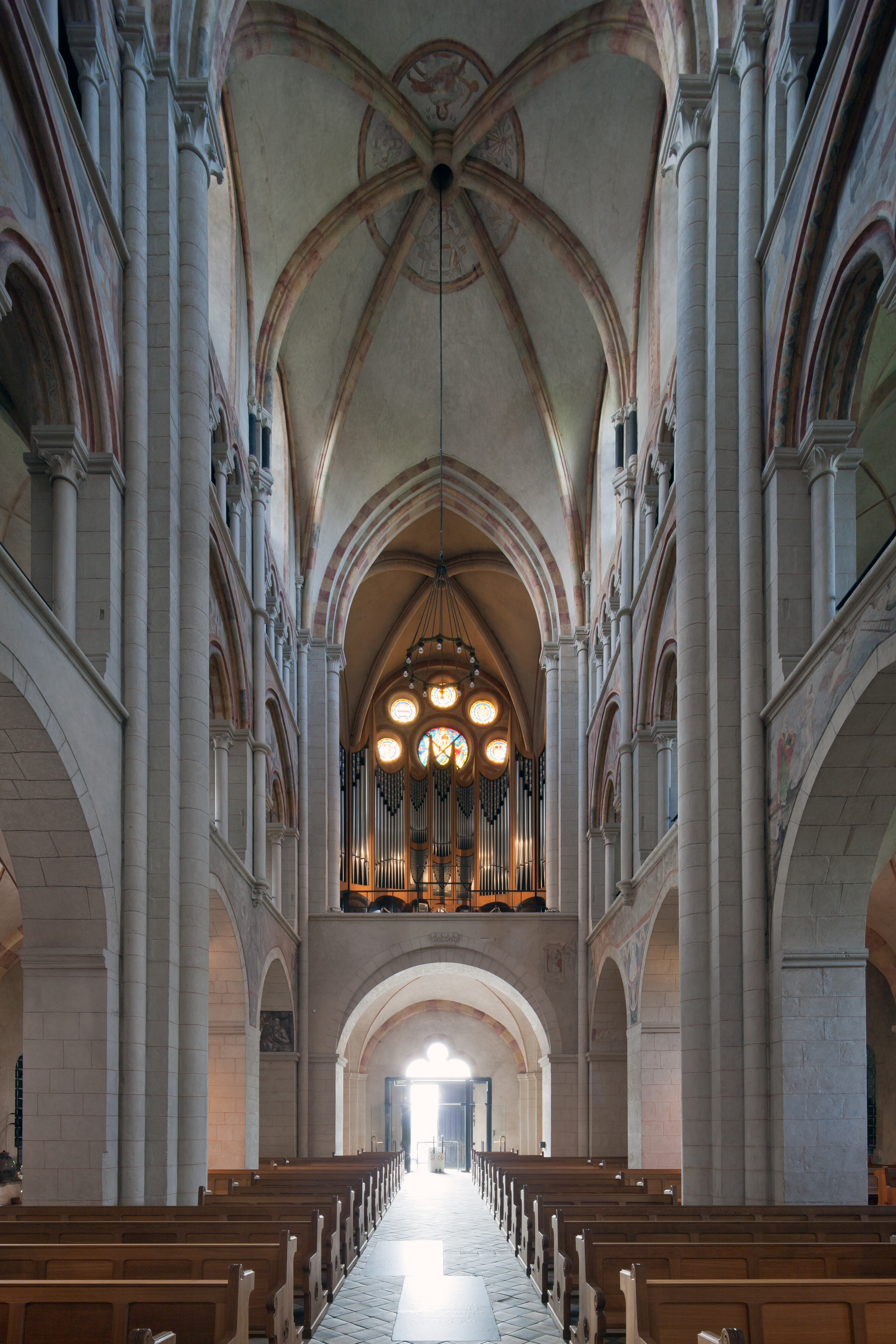
Pohled od křížení lodí směrem k západu
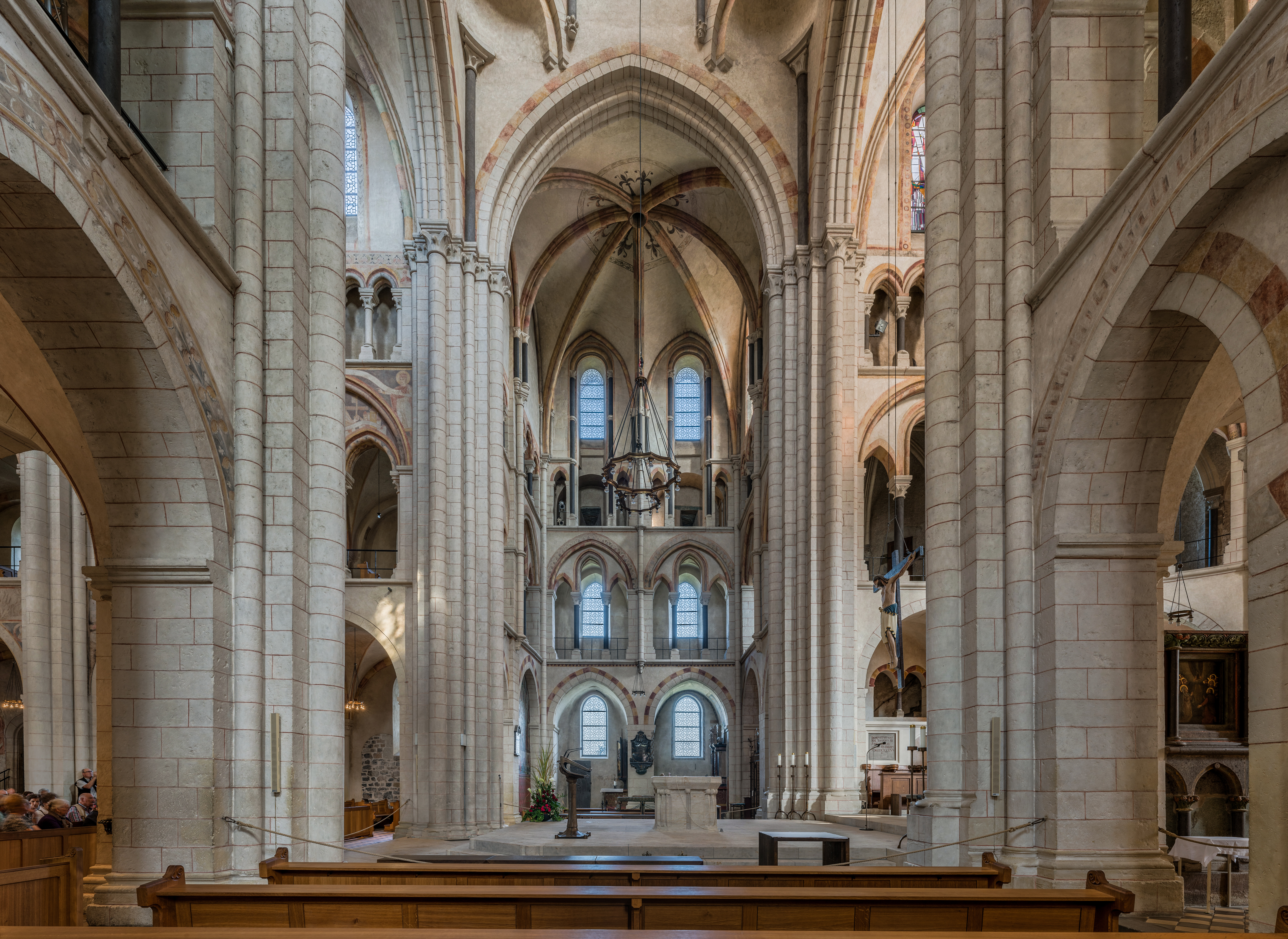
Křížení a transept, pohled na sever
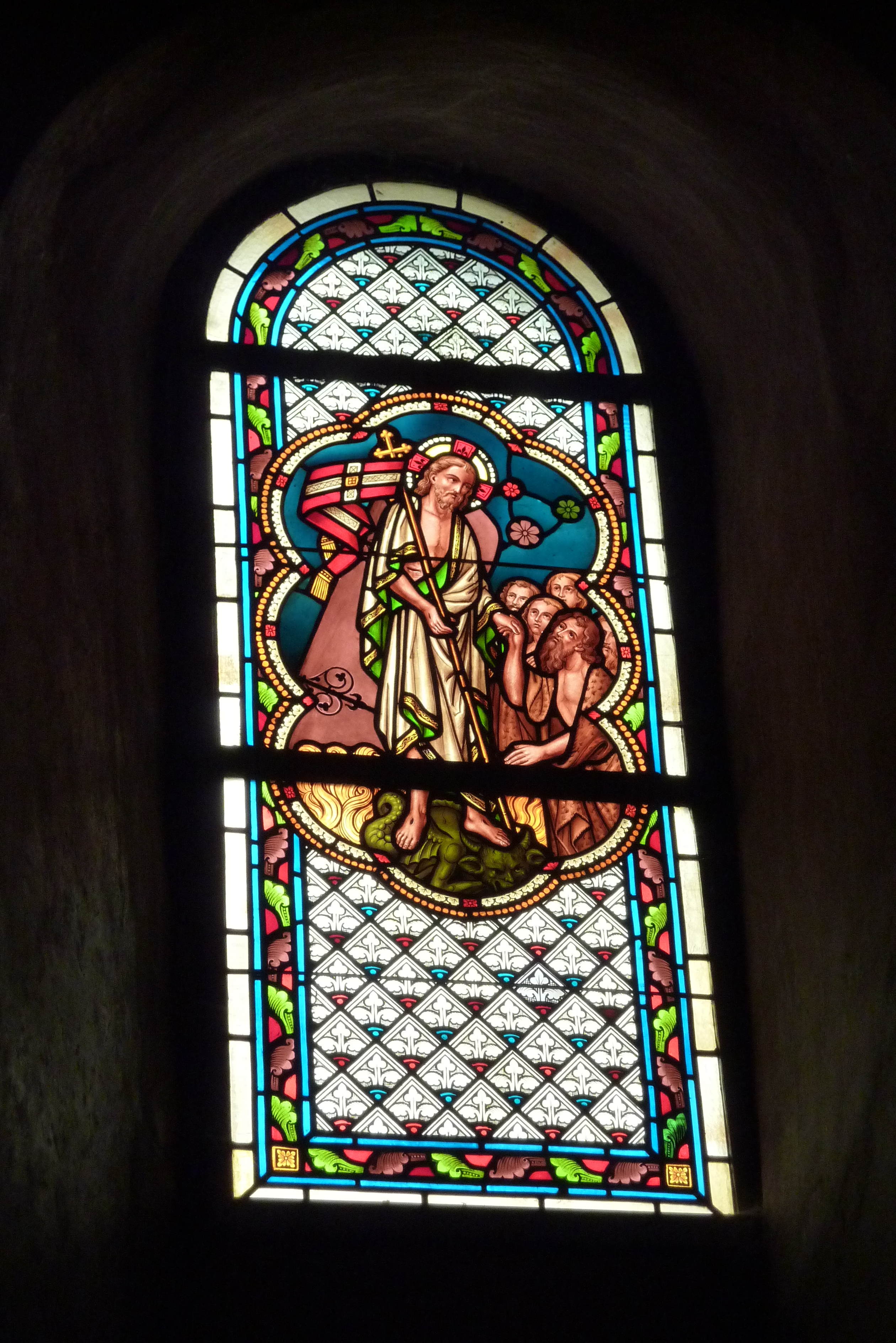
Středověké okno v zadní části katedrály
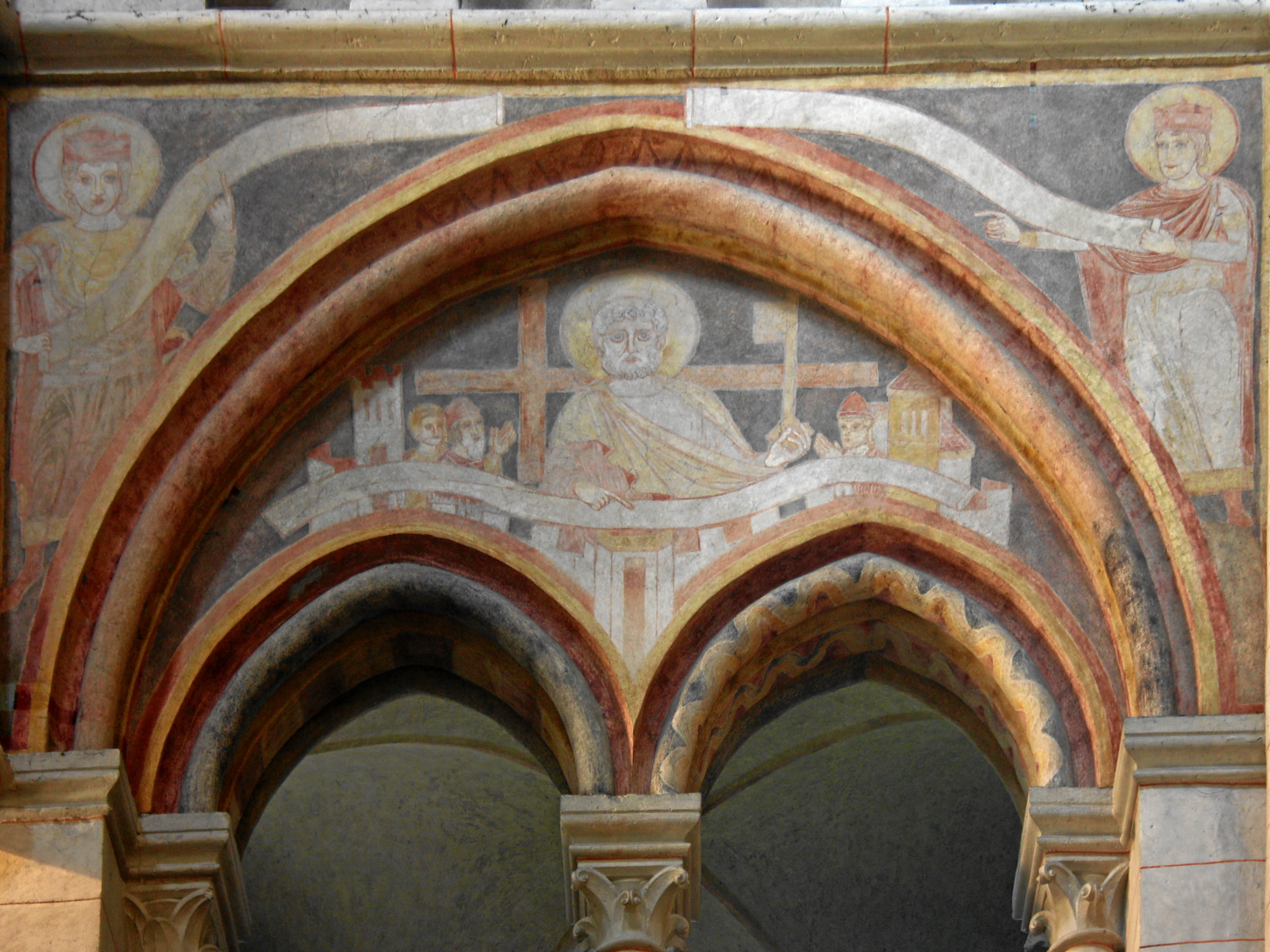
Pozdně románské fresky nad galeriemi lodi
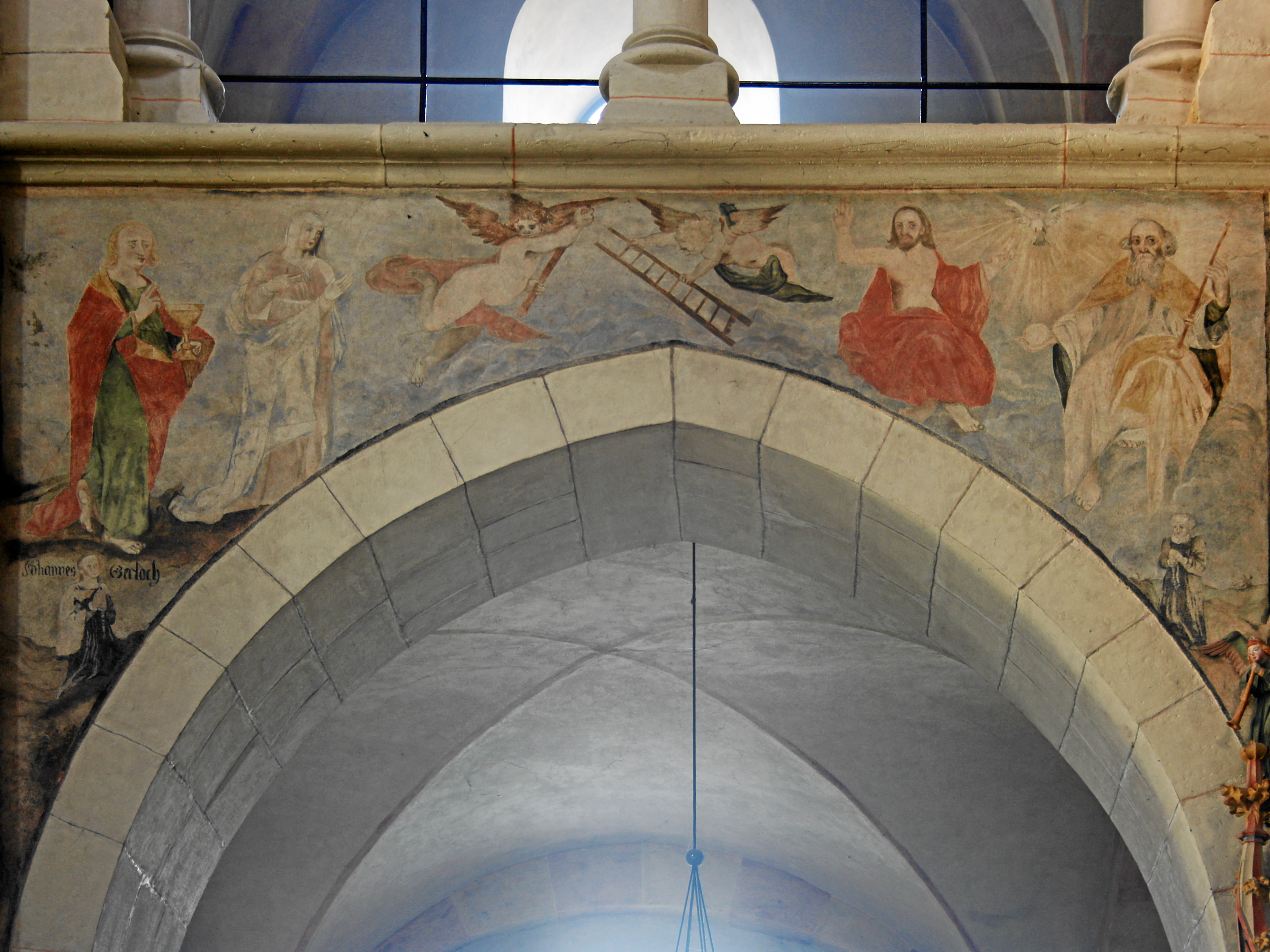
Novodobé fresky nad arkádou lodi
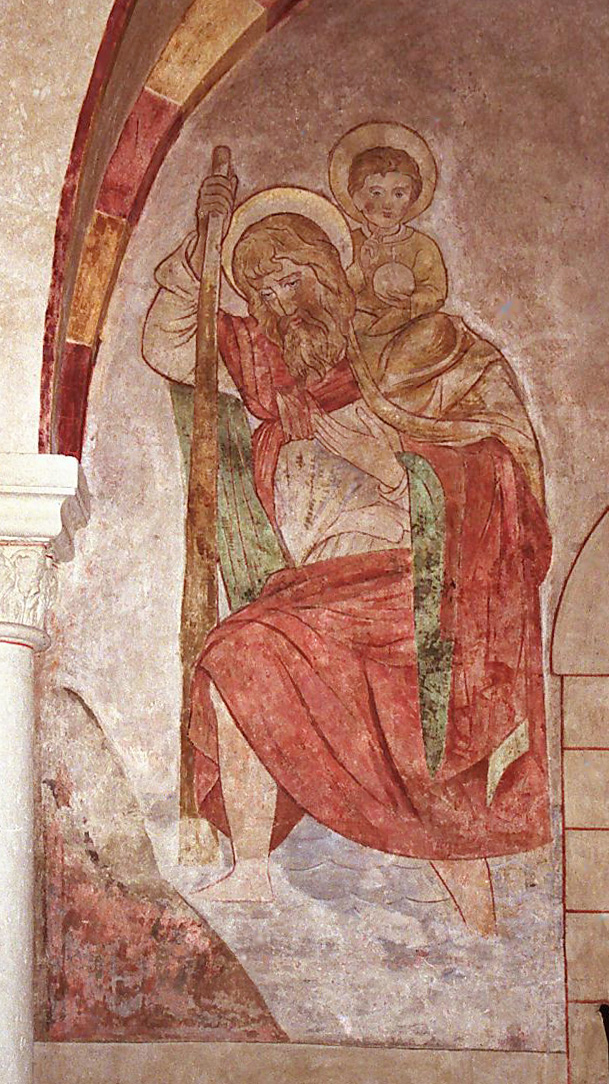
Pozdně gotická nástěnná malba svatého Kryštofa
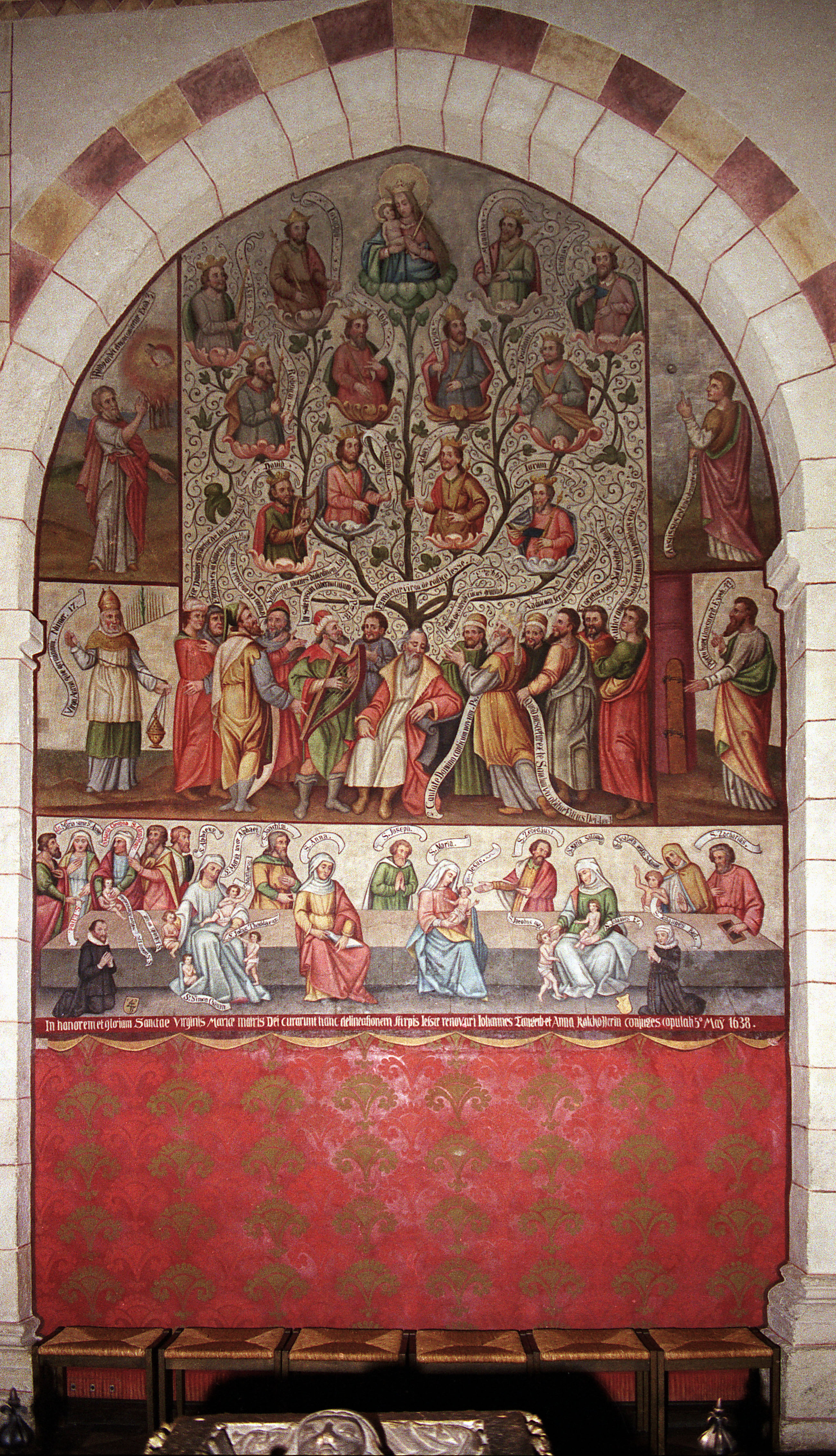
Pozdně gotická nástěnná malba Ježíšova původu
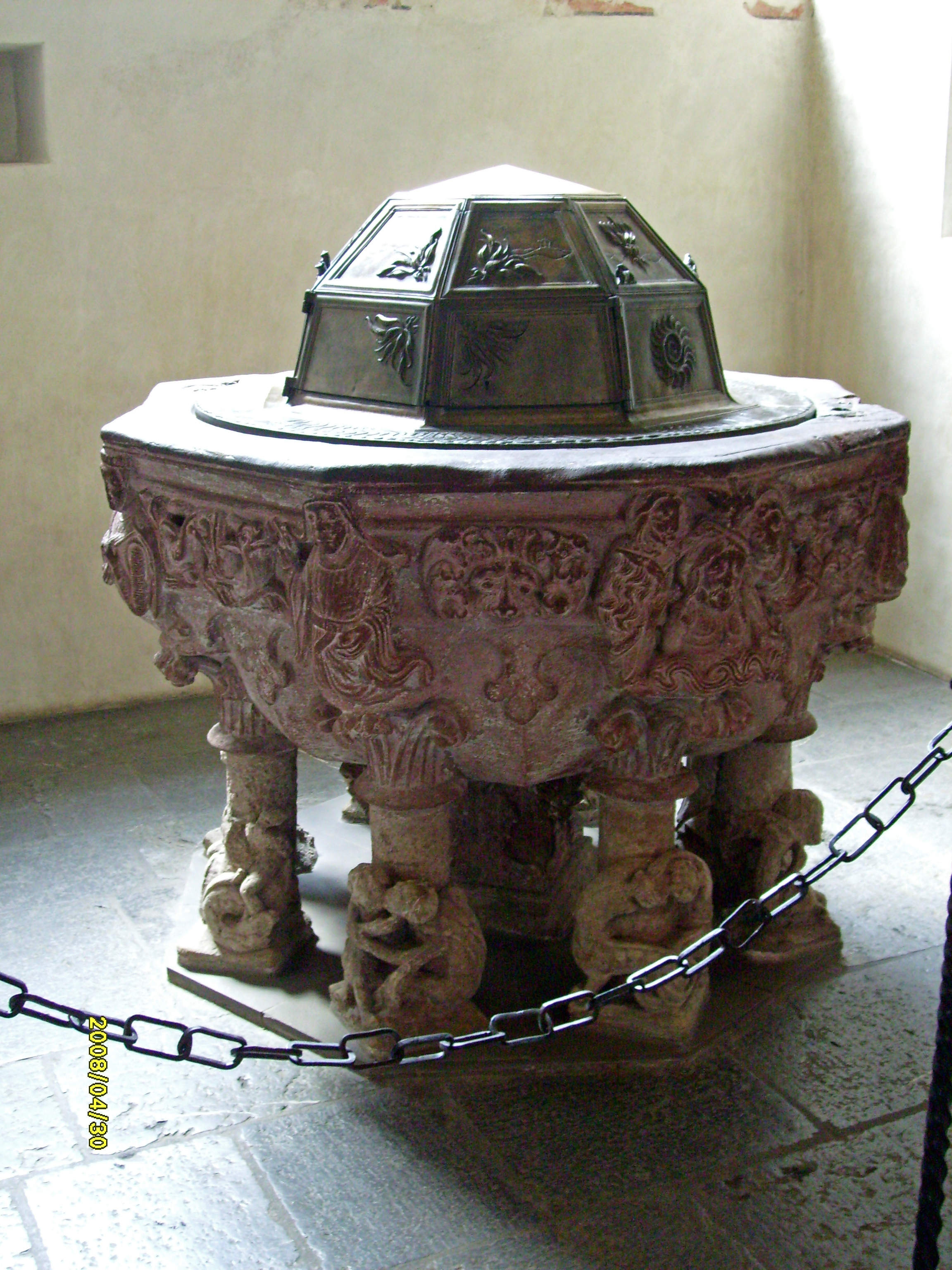
Pozdně románská křtitelnice
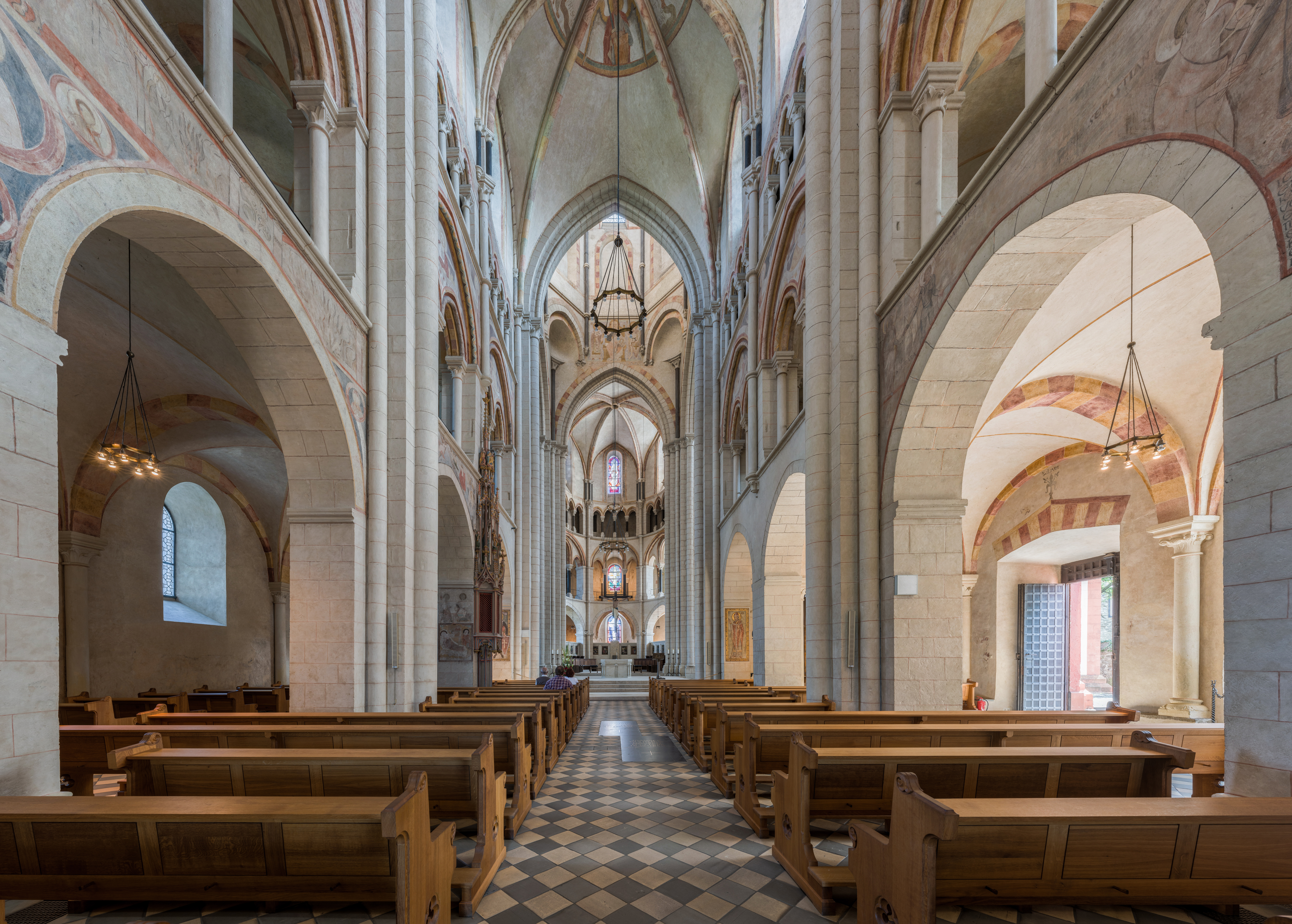
Střední loď směrem na východ

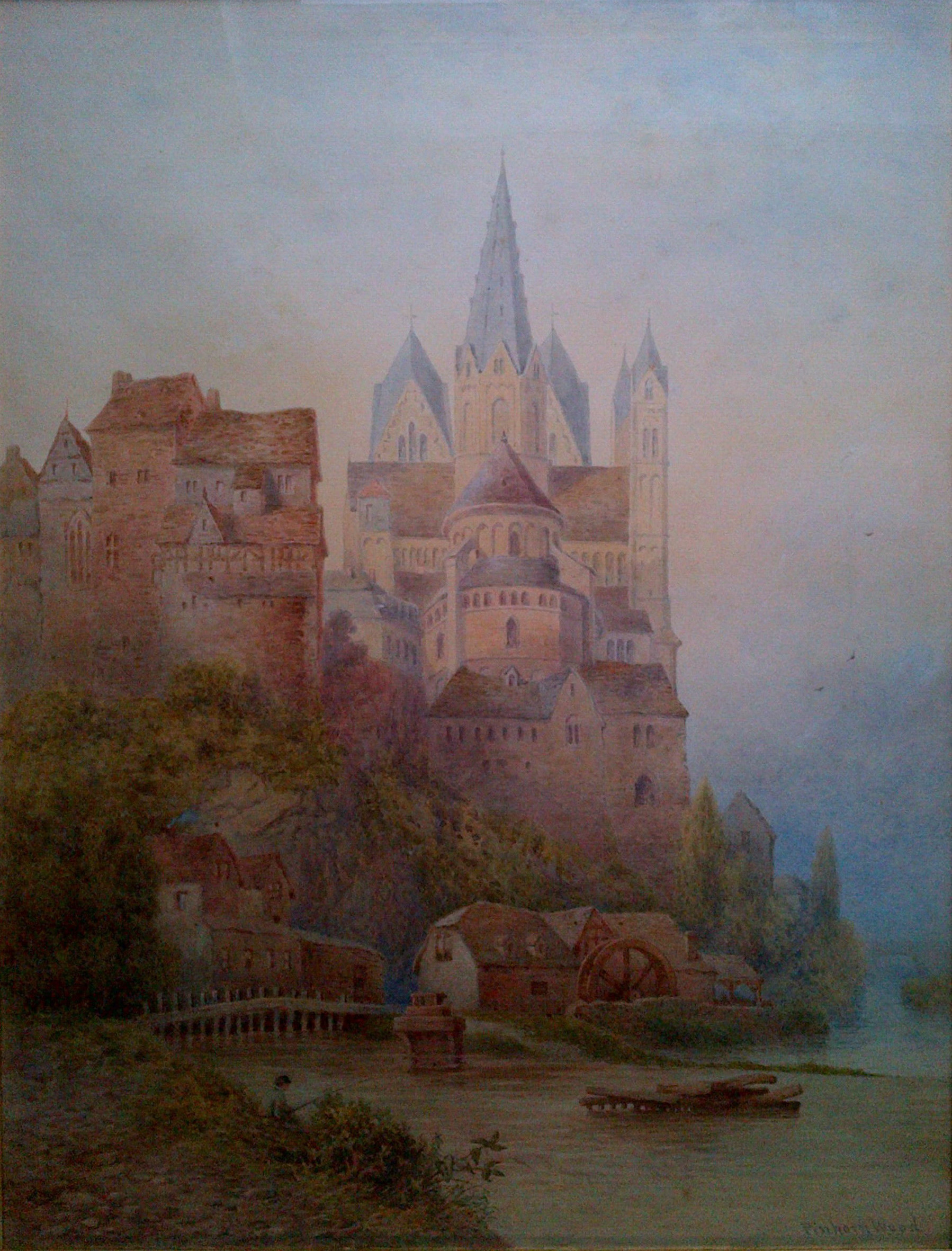
Limburská katedrála a hrad od malíře Lewise Pinhorna Wooda, období bez barevné výmalby

## Varhany
Hra na varhany v tomto kostele je opakovaně doložena už od 14. století. Po několika opravách v 16. a 17. století byly hlavní varhany v roce 1749 zničeny a tak varhanář Johann Christian Köhler vytvořil v období 1750–1752 varhany nové. V letech 1872–1877 přestavěli A. a M. Kellerovi z Limburgu barokní varhanní skříň na novorománskou, přičemž zachovali Köhlerův rejstřík. Téměř kompletní přestavbu v rámci novorománské skříně provedla v roce 1912 varhanářská firma Johannes Klais, důkladnou renovaci v roce 1935 a novobarokní přístavbu v neobarokním slohu v roce 1960 stejná společnost. Současné varhany byly instalovány v moderní skříni na západní kruchtě v roce 1978. Nástroj obsahuje přes 60 varhanních stop ve čtyřech manuálech a pedálech. Činnost klaviatury je mechanická, zatímco rejstříková klaviatura je elektrická.

## Zvony
Pro zvonění v katedrále je k dispozici celkem devět zvonů. Sedm z nich tvoří hlavní sestavu a jsou umístěny v jižní věži. Z nich největší a nejmenší zvon jsou pozůstatkem sestavy ulité v roce 1906 zvonaři Petit & Gebr. Edelbrock (a0–c1–d1–e1–g1–a1); tyto se podařilo zachránit před zničením během druhé světové války. V roce 1949 přibylo dalších pět zvonů (2–6), které byly vytvořeny tak, aby se svým tónem dobře zapadly ke starým zvonům. Pouze zvon číslo 5 „Konrad Kurzbold“ byl nově upraven a přidán do tónové řady. Těchto sedm zvonů se rozeznívá společně při příležitostech jakou jsou Vánoce, Epifanie, Gloria, na Zelený čtvrtek a Velikonoční vigilii, o Letnicích, na svátek svatého Jiří, při výročí posvěcení kostela a při konsekračních bohoslužbách.
V severní věži visí dva staré zvony. Větší z nich, zvaný Sterm („Bouřkový zvon“), je zvon ve tvaru cukrové homole bez symbolu a nápisu, jež se datuje do let 1200–1250. Menší Uhrglocke („hodinový zvon“) z roku 1447 původně visel v nejvyšším okně jižní věže. Od roku 1986 jsou oba zvony opět aktivní. Uhrglocke byl upraven na křestní zvon a zvoní se na něj při každé křestní mši. Kromě toho je součástí zvláštního zvonění o Vánocích a při prvním svatém přijímání. Sterm zvoní při velikonočních mších během Svatého týdne a při laudách na Zelený čtvrtek. Plná sestava (Tutti) všech devíti zvonů se rozeznívá před a po papežské velké mši na Velikonoční neděli.
| Č. | Jméno           | Rok odlití | Autor                   | Ø (mm) | Váha (kg) | Tón (Půltón–1/16) | Vyzvánění                                                                                                   |
| 1  | Georg           | 1906       | Petit & Gebr. Edelbrock | 1910   | 4466      | a0 ±0             | Výzva k modlitbě / Transsubstanciace o velkých svátcích, úmrtí papeže, biskupa nebo katedrálního duchovního |
| 2  | Salvator        | 1949       | Petit & Gebr. Edelbrock | 1600   | 2534      | c1 –2             | Hodina Ježíšovy smrti (15:00), Výzva k modlitbě / Transsubstanciace o běžných nedělích                      |
| 3  | Maria           | 1949       | Petit & Gebr. Edelbrock | 1410   | 1734      | d1 –1             | Zvonění na Anděl Páně 18:00, Zvonění na postní kázání                                                       |
| 4  | Josef           | 1949       | Petit & Gebr. Edelbrock | 1240   | 1137      | e1 –2             | Výzva k modlitbě na svátek Josefa                                                                           |
| 5  | Konrad Kurzbold | 1949       | Petit & Gebr. Edelbrock | 1170   | 998       | f1 –2             | Zvonění Anděl Páně v 7 hodin ráno a v poledne                                                               |
| 6  | Nikolaus        | 1949       | Petit & Gebr. Edelbrock | 1030   | 648       | g1 –2             | Kompletář, Kněžský čtvrtek                                                                                  |
| 7  | Bernhard        | 1906       | Petit & Gebr. Edelbrock | 910    | 468       | a1 +1             | – |
| 8  | Sterm           | 1200–1250  | neznámý                 | 1031   | 570       | g1 +2/–2          | Pracovní dny Svatého týdne                                                                                  |
| 9  | Uhrglocke       | 1447       | neznámý                 | 673    | ~260      | es2 –7            | Křty |